# Umweltzone
Eine Umweltzone (auch Niedrig-Emissions-Gebiet genannt) ist ein geographisch definiertes Gebiet – meist in städtischen Ballungsräumen –, in dem der Betrieb nicht als schadstoffarm gekennzeichneter Kraftfahrzeuge verboten ist, was der Verbesserung der lokalen Luftqualität dienen soll. Daneben gibt es den Begriff der Null-Emissions-Zone (NEZ), in der zum Beispiel nur Elektrofahrzeuge erlaubt sind. 

## Europa
Die Städte und Gemeinden in elf Ländern in ganz Europa haben über 300 Umweltzonen eingerichtet oder bereiten diese vor, um die geltenden Grenzwerte für die Luftqualität einzuhalten (siehe auch Luftreinhalteplan und die europäischen Richtlinien 96/62/EG, 1999/30/EG und 2008/50/EG). Die meisten Umweltzonen umfassen den Teil einer Stadt oder betreffen besonders belastete Straßenabschnitte.
Nach einer Untersuchung der Europäischen Umweltagentur sind mehrere Emittenden für die Schadstoffbelastung verantwortlich. So wurde festgestellt, dass – unter Einbeziehung der Gebiete ohne Grenzwertüberschreitung – im EU-weiten Durchschnitt der Hausbrand 27 % und der Straßenverkehr 11 % Anteil an den PM2.5-Emissionen und bei den PM10-Emissionen der Hausbrand 19 % und der des Straßenverkehrs unter 9 % Anteil habe.

### Deutschland

#### Gesetzliche Grundlagen
Gesetzliche Grundlagen in Deutschland sind seit 2007 die Verordnung zur Kennzeichnung der Kraftfahrzeuge mit geringem Beitrag zur Schadstoffbelastung (35. BImSchV) und die Straßenverkehrs-Ordnung (StVO). Gemäß § 41 StVO wurde hierfür ein neues Vorschriftzeichen mit der Nummer 270.1 (Beginn eines Verkehrsverbots zur Verminderung schädlicher Luftverunreinigungen in einer Zone) in den amtlichen Verkehrszeichenkatalog (VzKat) aufgenommen. Das bisherige Zeichen 270 (Verkehrsverbot bei Smog) wurde durch die neuen Zeichen 270.1 und 270.2 ersetzt, die den Beginn und das Ende einer Umweltzone anzeigen. Hier gilt ein Fahrverbot für alle Kraftfahrzeuge, sofern nicht bestimmte Ausnahmekriterien erfüllt werden. Das Zeichen 270.1 kann durch ein Zusatzzeichen ergänzt werden, das Fahrzeuge mit einer entsprechend angezeigten Plakette von dem Fahrverbot ausnimmt.

#### Umsetzung
Umweltzonen wurden in Deutschland bisher (April 2017) in 55 Städten und Regionen in 11 Bundesländern eingeführt. Die größte Umweltzone besteht im Ruhrgebiet; sie ist ein zusammenhängendes Gebiet mit Anteilen von 13 Städten. Die Umweltzone Stuttgart grenzt im Norden und Osten an die regionalen Umweltzonen Ludwigsburg und Umgebung sowie Leonberg/Hemmingen und Umgebung, so dass hier insgesamt 16 benachbarte Städte und eine Gemeinde in Umweltzonen liegen. Die ersten Umweltzonen wurden am 1. Januar 2008 in Berlin, Hannover und Köln geschaffen, es folgten am 1. März 2008 sechs baden-württembergische Städte und am 1. Oktober 2008 Frankfurt am Main und München. Nach der Einführung einer Umweltzone werden in den meisten Regionen die Beschränkungen stufenweise verschärft: so wurde in der Kölner Zone ab 1. Januar 2013 die gelbe Plakette notwendig, und seit 1. Juli 2014 wird die grüne benötigt.
Die größte Stadt ohne Umweltzone ist Hamburg. Keine Umweltzonen gibt es in den Bundesländern Schleswig-Holstein, dem Saarland, Mecklenburg-Vorpommern, Brandenburg und seit Juni 2021 Thüringen.
siehe Übersicht der Umweltzonen in Deutschland
Die Kraftfahrzeuge, die die Umweltzonen befahren und nicht unter die Ausnahmebestimmungen fallen, müssen eine Plakette der entsprechenden Schadstoffklasse aufweisen.

#### Öffentliche Diskussion
Das Thema wird in der Öffentlichkeit heftig diskutiert, hier gibt es eine Reihe von Fürsprechern und Gegnern. Teilweise sind die vorgebrachten Argumente auch widersprüchlich: Während von einer Seite der Automobilindustrie vorgeworfen wird, auf die gesetzlichen Regelungen Einfluss genommen zu haben, um die Verkäufe anzukurbeln und Arbeitsplätze zu sichern, argumentierte die Automobilindustrie 2007, dass Fahrzeuge mit höheren Umweltstandards schwer verkäuflich seien.
Die Abschaffung der Umweltzonen wird von einzelnen lokalen Bürgerschaftsfraktionen gefordert. In der CDU gibt es hierzu lokal unterschiedliche Haltungen.
Kritisiert wird, dass Grenzwerte für Feinstaub massenbezogen und nicht stoffspezifisch sind. Überschreitungen der Feinstaub-Grenzwerte würden regelmäßig auf den Langstreckentransport von Partikeln zurückgehen. Einen Grenzwert für Rußpartikel gebe es hingegen nicht.
Ab 2011 wurde bemängelt, dass die Einstufung der Fahrzeuge auf dem unrealistischen Neuen Europäischen Fahrzyklus (NEFZ) beruht.
Umweltzonen sollen zum Beispiel die Feinstaubbelastung an Orten, wo sie besonders hoch ist, lokal senken. Die gesundheitlichen Fragen werden beim Thema Feinstaub diskutiert. Laut Angaben des Sachverständigenrats für Umweltfragen sei der Hauptverursacher für die Belastungen mit Stickstoffdioxid und Feinstaub in den städtischen Ballungsgebieten nach wie vor der Straßenverkehr. Umweltzonen hätten unter den lokalen, verkehrsbezogenen Maßnahmen das größte Minderungspotential bei PM10- und NO2-Immissionen.
Für die Umweltzone München hat eine Studie des Helmholtz Zentrums München anhand der PM10-Werte von Oktober 2008 bis Januar 2009 im Vergleich zu den Vorjahreswerten eine Erhöhung der Feinstaubbelastung an den zwei verkehrsnahen Messstandorten festgestellt. Dies führen die Autoren auf Inversionswetterlagen mit niedriger Windgeschwindigkeit zurück, die im Winter 2008/2009 fast doppelt so häufig auftraten wie im Vorjahreszeitraum (300/560 Stunden über 4 Monate). Durch Vergleich mit einer Messstation am Stadtrand von München, die vor allem die Hintergrundbelastung ermittelt, wurde unmittelbar an den stark belasteten Standorten Stachus und Prinzregentenstraße mittels entsprechender Annahmen eine lokale Verminderung der Feinstaubbelastung um etwa 10 % berechnet. Eine weitere Auswertung derselben Münchener Messdaten, unter anderem durch Forschungsbeiratsmitglieder der Lobbyorganisation EUGT, kritisierte die Auswertung dieser Arbeit als fehlerhaft und kam mit einem anderen Ansatz 2013 zu dem Schluss, „dass sich keine Wirkung der Umweltzone auf die Staubkonzentration statistisch sichern lässt.“
Laut einem Erfahrungsbericht 2011 von Joachim Lorenz, dem Referenten für Gesundheit und Umwelt der Stadt München, wirkt sich die Umweltzone positiv auf die Luftqualität in der Stadt aus. Aufgrund der Einflüsse von Witterungsbedingungen sowie weiterer Störparameter sei eine zuverlässige Quantifizierung der Effekte allerdings nicht möglich.
Nach Aussage der Berliner Umweltsenatorin Katrin Lompscher sei in ihrer Stadt durch die Umweltzone im Jahr 2008 an Hauptverkehrsstraßen die Konzentration von Feinstaub um etwa 3 % und von Stickstoffdioxid um etwa 10 % gegenüber dem Vorjahr gesunken. Der Dieselrußausstoß des Straßenverkehrs sei um 28 %, der Stickoxidausstoß um 18 %, der Fahrzeugbestand ohne Plakette bei Pkw um 58 % und bei Nutzfahrzeugen um 29 % zurückgegangen. Anhand der Luftgüte-Messdaten lasse sich ein Rückgang der durch den Verkehr verursachten Rußpartikel um 14 % bis 22 % nachweisen. Laut Angaben des ADAC seien bei der Feinstaubkonzentration in Berlin im Jahresvergleich 2008 zu 2007, je nach Messstation, ein Rückgang von bis zu 4,7 % und eine Zunahme von bis zu 5 % zu verzeichnen gewesen.
Der ADAC behauptet, dass Umweltzonen für keine Stadt eine nennenswerte Verringerung der Feinstaub- und NO2-Belastung melden könnten. In manchen Regionen sei die Feinstaubbelastung sogar gestiegen. Umweltzonen hätten hohen Verwaltungsaufwand für Kommunen und existentielle Nachteile für viele Autofahrer gebracht. Verschärfungen brächten keine spürbaren Effekte, da nur wenige Pkw eine gelbe oder rote Plakette hätten. Wegen des technischen Fortschritts nehme die Schadstoffbelastung seit Jahren auch ohne Umweltzonen ab. Eine gezielte Förderung alternativer Antriebe, öffentlicher Nahverkehrsangebote, grüner Wellen und des Radverkehrs bringe erheblich mehr als Umweltzonen. Eine Untersuchung des Vereins habe 2009 ergeben, dass eine Verbesserung der Luftqualität nachweislich nicht eingetreten sei und im Rahmen der Messgenauigkeit liege. Er verglich die Änderung der Jahresmittelwerte von 2007 und 2008 von Feinstaub (PM10) und Stickstoffdioxid (NO2) bei Städten mit Umweltzone mit nahe gelegenen Städten ohne Umweltzone.
Das Fraunhofer-Institut für Verkehrs- und Infrastruktursysteme IVI sieht, nach einer Untersuchung der Umweltzone Ulm im Auftrag der örtlichen Industrie- und Handelskammer, einen Zielkonflikt zwischen der im Fokus der Verordnung stehenden Feinstaubbelastung und dem Stickoxid-Ausstoß. Die Senkung der Feinstaubwerte würde mit steigenden Stickstoffdioxid-Werten einhergehen. Erst mit der Euro-6-Norm sei auch eine Senkung der Stickstoffdioxid-Werte zu erwarten. Andere Maßnahmen, insbesondere ein flüssiger Verkehrsfluss, hätten einen bedeutend größeren Einfluss auf den Stickstoffdioxid-Ausstoß.
Wolf Wegener, ehemaliger Vorsitzender des ADAC Brandenburg, kritisiert, Fahrverbotszonen würden den Bestandsschutz brechen. Es handle sich um eine „kalte Enteignung der Autofahrer“. Mit Einführung der ersten „grünen“ Umweltzonen in Berlin und Hannover 2010 würden Fahrzeuge ausgeschlossen, deren Typzulassung noch im Jahre 2005 zulässig gewesen sei.
Umweltzonen verursachen nach Ansicht einiger Autoren durch den Wertverlust der nicht konformen Fahrzeuge und den Verwaltungsaufwand erhebliche volkswirtschaftliche Kosten. Die Gesamtkosten der Einführung von Umweltzonen wurde 2009 vom Center Automotive Research der Universität Duisburg-Essen auf 12,1 Milliarden Euro geschätzt. Dabei wurden als Primärkosten der Verwaltungsaufwand mit 10,6 Mio. Euro und die Plaketten mit 79 Mio. Euro beziffert. Die restlichen 11,9 Milliarden Euro sind sogenannte Sekundärkosten, darin enthalten sind die Wertverluste der nicht umrüstbaren Fahrzeuge.
Aus der Berichterstattung der Medien drängte sich auch die Verkaufsförderung seitens der Automobilindustrie als Argument für die Fahrverbote auf.
2014 unterstützten BUND, NABU und Deutsche Umwelthilfe die Idee, für Fahrzeuge mit Euro 6 eine blaue Plakette einzuführen. Bei Umsetzung dürften schätzungsweise rund 60 Prozent der Mitte 2014 zugelassenen PKW in Umweltzonen fahren. Auch seitens der Präsidentin des Umweltbundesamtes Maria Krautzberger wurden Forderungen für schärfere Emissionsgrenzwerte laut. Diese sollen für Industrieanlagen, Schiffe, Autos und Filteranlagen für Baumaschinen gelten. Rund ein Fünftel der Feinstaubbelastung im Straßenverkehr gehe von Baumaschinen aus. Die Pläne zur Einführung der blauen Plakette mit Einrichtung entsprechender Zonen wurden im August 2016 vom Bundesministerium für Umwelt, Naturschutz, Bau und Reaktorsicherheit gestoppt.
Nach Einschätzung des Umweltbundesamts haben sich die Umweltzonen in Deutschland bewährt.

#### Juristische Auseinandersetzungen
Das Verwaltungsgericht Hannover urteilte 2009, dass die Fahrverbote der Umweltzone Hannover rechtmäßig sind, weil sie „die NO2-Immissionen bis zum Jahr 2010 um 10 bis 15 % senken“. Deshalb komme es nicht darauf an, dass die Feinstaubbelastung durch die Umweltzone im Jahre 2008 nur um weniger als 1 % gesunken ist. Das Niedersächsische Oberverwaltungsgericht und das Bundesverwaltungsgericht haben die Entscheidung bestätigt.
Das Landesverwaltungsamt Weimar verpflichtete 2014 die Stadt Erfurt eine Umweltzone einzurichten.
Mit dem Diesel-Urteil hat das Bundesverwaltungsgericht im Jahr 2018 die Umweltzonen in Düsseldorf und Stuttgart bestätigt und Grundsätze dafür aufgestellt, wann zonale Fahrverbote verhältnismäßig sind: Für Dieselfahrzeuge schlechter als Euro 5 und Benzin- und Gasfahrzeuge schlechter als Euro 3 sofort, für Dieselfahrzeuge mit Euro 5 frühestens ab 1. September 2019. „Sondersituationen, insbesondere für Anwohner, ist durch Ausnahmeregelungen Rechnung zu tragen.“
Das Verwaltungsgericht Stuttgart verhängte 2018 gegen das Land Baden-Württemberg 10.000 Euro Zwangsgeld, weil entgegen der Verpflichtung aus dem Diesel-Urteil ein Fahrverbot für Euro-5-Dieselfahrzeuge für die Zeit ab 1. September 2019 fehlte.

#### Aufwand und Auswirkung
Für Touristen und Geschäftsreisende, auch mit im europäischen Ausland gemieteten Autos, setzt die Erteilung der Umweltplakette das Einsenden von Kopien der Fahrzeugpapiere voraus. Der Hotel- und Gaststättenverband kritisiert den Aufwand und vergleicht diesen mit der Maut in der Schweiz, für die die Vignette an jeder Tankstelle gekauft werden kann.
In Stuttgart wurden in den ersten acht Jahren rund 23.000 Strafzettel wegen einer falschen oder fehlenden Umweltplakette ausgestellt. Bei über 5529 Bußgeldbescheiden wurde die Ordnungswidrigkeit über 80 Euro an den Fahrer fällig, 3297 Fahrer konnten vor Verjährung nicht ermittelt werden. Über 14.000 sind in verschiedenen Verfahrensständen. Da Strafzettel – im Gegensatz zu anderen Städten – auch an parkende Autos vergeben wurden, besteht bei diesen rechtlich eine Grauzone. Es müsste der Fahrer ermittelt werden, der das Fahrzeug in die Umweltzone bewegte. Dabei taucht das Problem auf, dass möglicherweise jemand von dem Zeugnisverweigerungsrecht Gebrauch macht.

### Frankreich
In einigen Städten und Regionen in Frankreich gibt es seit dem 1. Juli 2016 Umweltzonen, die permanent gültigen ZCR (Zones à Circulation Restreinte) und die wetterabhängigen ZPA und ZPAd (Zones de Protection de l’Air, - départmentale), die je nach Luftverschmutzung ausgerufen werden. Beim Ausrufen einer ZPA werden Dauer, Gebiet und zulässige Umweltvignetten benannt. Befahren werden dürfen sie auch von ausländischen Fahrzeughaltern nur mit der richtigen Umweltvignette, dem Certificat qualité de l’air (Crit’Air).

### Italien
In zahlreichen Städten Italiens wurden Zonen mit beschränktem Verkehr (Zona a traffico limitato, ZTL) eingerichtet. Im Gegensatz zu den deutschen Umweltzonen existieren Verbote für Zweiräder mit Zweitaktmotor. Die italienischen ZTL sind nicht dasselbe wie die Umweltzonen, da sie aus anderen Gründen eingerichtet wurden (es geht nicht oder nur am Rande um Luftreinhaltung), meist nur bestimmte Tage oder Zeiten betreffen, oft unabhängig von der Schadstoffemissionsklasse des Fahrzeugs Regelungen treffen und oft zahlreiche Ausnahmen beinhalten. Vielmehr handelt es sich bei den ZTL um Zonen mit absichtlich reduziertem Verkehrsaufkommen.

### Niederlande
In zahlreichen Städten der Niederlande wurden Umweltzonen eingerichtet. Die Beschränkungen gelten meist nur für LKW. Die Fahrzeuge werden nicht wie etwa in Deutschland mit einer Plakette gekennzeichnet, sondern die Schadstoffgruppe kann über das amtliche Kraftfahrzeugkennzeichen ermittelt werden.
In Rotterdam müssen Benziner unter 3,5 t seit 2013 mindestens die Euro-1-Norm erfüllen, Diesel-Fahrzeuge mindestens Euro 3. Ab 2018 ist hier bei Diesel-Pkw die Einhaltung der Euro-4-Norm Pflicht. In Utrecht dürfen seit 2015 nur Diesel-Fahrzeuge fahren, die zumindest einen Euro-3-Motor haben. In Amsterdam gilt für Fahrzeuge mit Dieselmotor seit 2016 eine Mindestanforderung von Euro 3, ab 2018 Euro 4. Dann gelten auch Beschränkungen bei Pkw mit Ottomotor, Taxis, Reisebussen und Mopeds. Seit 1. Januar 2018 werden Geldbußen erhoben.

### Schweden
In den Städten Göteborg, Helsingborg, Lund, Malmö, Mölndal und Stockholm wurden Umweltzonen eingerichtet. Diese sehen Beschränkungen ausschließlich für LKW und Busse über 3,5 t vor.

### Dänemark
In Dänemark existieren Umweltzonen. Diese betreffen Fahrzeuge über 3,5 t.

### Vereinigtes Königreich
Die britische Hauptstadt London hat mit Wirkung ab 4. Februar 2008 eine Umweltzone für fast ganz Greater London eingerichtet und hat damit die größte derartige Zone in der Welt. Ausgenommen ist nur die ringförmige Autobahn M 25, die mit einem Streckenabschnitt auf der östlichen Seite durch das Gebiet führt. Bis zum 3. Januar 2012 wurden stufenweise strengere Regelungen eingeführt. Betroffen sind jedoch keine PKW und Motorräder, sondern kleine Transportfahrzeuge, Busse und LKWs. Bevor die Zone mit einem dieser Fahrzeuge befahren wird, muss es zuvor angemeldet werden. Erfüllt das Fahrzeug die Emissionsstandards nicht, ist eine tägliche Gebühr zu zahlen. Unregistrierte Fahrzeuge riskieren ein Bußgeld.
In der ost-englischen Stadt Norwich wurde zum 30. Juli 2008 eine Umweltzone eingerichtet. Die Bedingungen wurden zwischen der Hauptstadt des County Norfolk und dem Umland ausgehandelt. Ab 1. April 2010 dürfen Busunternehmen mit Sitz in Norwich nur noch mit Euro-3-Bussen fahren, bei allen anderen Busunternehmen müssen 50 % der Fahrzeuge den Euro-3-Standard erfüllen, wenn sie in die Umweltzone fahren wollen.

### Ausländische Fahrzeugführer
Für Fahrer aus dem Ausland gelten die gleichen Vorschriften in Bezug auf die Einteilung in Emissionsklassen und deren Kennzeichnung am Fahrzeug wie für einheimische Kraftfahrzeugführer, Ausnahmen gibt es in Großbritannien, den Niederlanden, in der Umweltzone der Stadt Athen und einigen italienischen Städten.